# Nacoragano

Mapa de Lázica

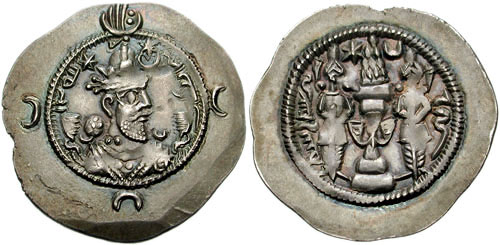
Dracma de r.

Nacoragano (em grego: Ναχοραγάν)[a] foi um oficial sassânida do século VI que atuou sob o xá Cosroes I (r. 531–579).

## Vida
Descrito pelo historiador Agátias como um homem arrogante e excessivamente confiante, foi um dos oficiais que lutaram na Guerra Lázica (541–562) contra o Império Bizantino. Com a morte de Mermeroes em 555, foi nomeado como líder das tropas estacionadas em Lázica. De lá, marchou em direção ao Reino da Ibéria, pretendendo ajudar os persas que estavam sob ameaça dos onogures. No mesmo ano enviou a Cosroes I uma carta aconselhando-o contra partir para a guerra na Suânia, ao norte do Cáucaso.
Na primavera de 556, chegou em Moqueresis, em Lázica, e preparou-se para a guerra. Sob seu comando havia 60 mil homens, que marcharam junto dele contra os bizantinos estacionados em Neso, sob Martinho e Justino. No caminho, Nacoragano perdeu muitos dos dailamitas sob seu comando numa ação banal contra os hunos do exército bizantino, próximo da cidade de Arqueópolis. Em Neso, tentou convencer Martinho a aceitar a paz, porém ao ver que sua investida foi infrutífera, partiu de Neso, cruzando o rio Fásis, para atacar a cidade de Fásis. Lá, sofreu uma esmagadora derrota e foi forçado a retirar-se com suas tropas restantes em direção ao acampamento persa.
Mesmo com este reveses, Nacoragano pretendia prosseguir a luta, mas com a aproximação do inverno e com o escasseamento de seus suprimentos, decidiu retroceder para Cotais e Moqueresis. Ele reuniu as tropas remanescentes, nomeou Fabrizo como comandante da cavalaria e dirigiu-se para a Ibéria com parte das tropas para invernar. Lá, foi visitado por emissários dos misimianos que anunciaram o assassinato do bizantino Soterico. Pouco depois, ao saber das derrotas de Nacoragano, Cosroes I convocou-o da Ibéria e executou-o com extrema crueldade.